# NGC 405
NGC 405 je zvijezda u zviježđu Feniksu. 

## Vanjske poveznice
- SEDS: NGC 0405